# 鈴鹿央士
鈴鹿 央士（すずか おうじ、2000年〈平成12年〉1月11日 - ）は、日本の俳優、モデル。
岡山県岡山市出身。フォスター所属。

## 略歴
2歳上の兄の影響で同じ県立高校に進学、同じバドミントン部に入る。高校2年生だった2016年11月、在学中の高校で映画『先生!、、、好きになってもいいですか?』のロケが行われ、エキストラとして参加。その際、出演者の広瀬すずの目に留まり、広瀬がマネジャーに「スタイルが良くて目立つ子がいる。声かけたほうがいいよ」とスカウトするよう進言した。
2018年4月、スカウトをきっかけに、東京の大学へ進学すると同時に芸能事務所に所属。「すず」にちなんだ芸名とした。同年秋、ファッション誌「第33回『MEN'S NON-NO』専属モデルオーディション」にてグランプリを獲得した。
2019年から俳優として活動を始め、3つめのオーディションで『蜜蜂と遠雷』の天才ピアニストの役を勝ち取り映画初出演。デビュー作となったこの映画での演技が評価され、第44回報知映画賞、第41回ヨコハマ映画祭、第74回毎日映画コンクール、第93回キネマ旬報ベスト・テン、第43回日本アカデミー賞といった映画賞の新人賞を総なめ状態にする。
2022年、レギュラー出演をしていた木曜劇場枠の連続ドラマ『silent』（フジテレビ）が数々の配信記録を塗り替える形で社会現象となり、その中で鈴鹿が演じていた戸川湊斗も視聴者から多くの支持を得る結果となった。また、その影響から女性ファッション誌『ViVi』の人気投票企画「2022年下半期 国宝級イケメンランキング」NEXT部門で1位を獲得した。

## 人物
- 趣味は音楽鑑賞、映画鑑賞、ピアノ[13]。特技はどこでも寝られること[13]。好きなスポーツはバドミントン、サッカー[1]。
- ドラマ『ドラゴン桜』（2021年）で共演した志田彩良、加藤清史郎、細田佳央太と仲が良い[14]。
- 俳優の坂東龍汰は友人であり仲が良い[15]。

### エピソード
- 役者として活動を始めた当初は共演者との経験値の差に圧倒されてしまい現場で変に緊張してしまうこともあったが、映画デビュー作品である『蜜蜂と遠雷』の石川慶監督や共演者の松岡茉優、ドラマ『MIU404』（TBSテレビ）の塚原あゆ子監督を始めとする演出陣や共演者の綾野剛、星野源、菅田将暉、ドラマ『カレーの唄。』（ひかりTV）の瀬田なつき監督や主演の満島真之介といった撮影現場で集中力高く真摯に作品に向き合う人たちの真剣な姿に強い影響を受けたことで、自身も関わる全ての作品で自分のできることを全部出し切れるように向き合っていこうという気持ちがより強くなり、だんだんと現場において変な緊張をすることなく芝居に集中できるようになっていったと振り返っている[16][17]。
- 8歳の頃、岡山県瀬戸内市牛窓にある母方の祖父母宅に遊びに行っていた時に、大阪の番組『ちちんぷいぷい 』（2008年）のロケで現地を来ていた芸人・千鳥と会ったことがある。『千鳥のクセがスゴいネタGP2時間SP』（2022年11月17日）で鈴鹿がゲスト出演した時に、千鳥と当時の映像を見ながら思い出や岡山の話をした[18][19]。
- 故郷を愛し、家族をとても大事にしている。岡山に帰省したら祖父母に必ず会いに行っている[20]。ファースト写真集『omen-前兆-』（2022年）は岡山県内で撮影しており、思い出の牛窓では祖母と一緒に撮影したものが掲載されている[21]。

## 出演
主演のものは太字で表示

### ドラマ

#### テレビドラマ
- 連続テレビ小説 なつぞら 第142回 - 最終回（2019年9月12日 - 28日、NHK） - 町田義一 役[22]
- おっさんずラブ-in the sky-（2019年11月2日 - 12月21日、テレビ朝日） - 道端寛太 役[23]
- MIU404 第3話・第7話 - 最終話（2020年7月10日・8月7日 - 9月4日、TBSテレビ） - 成川岳 役[24]
- カレーの唄。（2020年10月1日 - 12月17日、dTVチャンネル・ひかりTV / 10月10日 - 12月26日、BS12） - 鈴木二汰 役[25]
- 明治開化 新十郎探偵帖 第6回（2021年1月22日、NHK BSプレミアム） - 母里由也／高田与助 役[26]
- ホリミヤ （2021年2月17日 - 3月31日、毎日放送） - 主演・宮村伊澄 役（久保田紗友とのW主演）[27]
- 桶狭間 OKEHAZAMA〜織田信長〜（2021年3月26日、フジテレビ） - 松平元康 役[28]
- 明治ドラマスペシャル ずんずん!（2021年4月16日、テレビ朝日） - 栗本翔吾 役[29]
- ドラゴン桜 第2シリーズ（2021年4月25日 - 6月27日、TBSテレビ） - 藤井遼 役[30]
- この初恋はフィクションです（2021年10月11日 - 12月16日、TBSテレビ） - 祖父江広樹 役[31]
- クロステイル 〜探偵教室〜（2022年4月9日 - 5月28日、東海テレビ・フジテレビ） - 主演・飛田匡 役[32]
- 六本木クラス（2022年7月7日 - 9月29日、テレビ朝日） - 長屋龍二 役[33][34]
- silent（2022年10月6日 - 12月22日、フジテレビ） - 戸川湊斗 役[35]
- 私がヒモを飼うなんて 最終話（2023年5月17日、TBSテレビ）- 柏木心 役[36]
- スイートモラトリアム（2023年5月24日 - 7月19日、TBSテレビ） - 主演・柏木心 役[37]
- 18/40〜ふたりなら夢も恋も〜（2023年7月11日 - 9月12日、TBSテレビ） - 黒澤祐馬 役[38]
- ほんとにあった怖い話 夏の特別編2023「誰にも貸せない部屋」（2023年8月19日、フジテレビ） - 主演・木下肇 役[39]
- ゆりあ先生の赤い糸（2023年10月19日 - 12月14日、テレビ朝日） - 箭内稟久 役 [40]
- 闇バイト家族（2024年1月5日 - 3月23日、テレビ東京） - 主演・田中颯斗 役[41]
- 嘘解きレトリック（2024年10月7日 - 12月16日、フジテレビ） - 主演・祝左右馬 役（松本穂香とW主演）[42]

#### 配信ドラマ
- 深海くんと月影ちゃん シーズン2（2020年6月1日 - 5日、YouTube） - 主演・深海くん 役[43][44]（蒔田彩珠とのW主演）
- silent スピンオフ作品『4話エピソード0 〜紬と想と湊斗、8年前のある出来事〜』（2022年10月31日、TVer） - 戸川湊斗 役[45]
- 君に届け（2023年3月30日、Netflix[注 1]）- 主演・風早翔太 役（南沙良とW主演）[注 2][46]
- THE DAYS（2023年6月1日、Netflix） - 桐原 役[47][48]
- ゆりあ先生の赤い糸のはじまりのはじまり（2023年11月16日、TELASA） - 主演・箭内稟久 役[49]

### 映画
- 先生!、、、好きになってもいいですか?（2017年10月28日公開、ワーナー・ブラザーズ映画）- エキストラ
- 蜜蜂と遠雷（2019年10月4日公開、東宝） - 風間塵 役[2]
- 決算! 忠臣蔵（2019年11月22日公開、松竹） - 矢頭右衛門七 役[50]
- 星空のむこうの国（2021年7月16日公開、エイベックス・ピクチャーズ） - 主演・森昭雄 役[51]
- かそけきサンカヨウ（2021年10月15日公開、イオンエンターテイメント） - 清原陸 役[52][53]
- バイオレンスアクション（2022年8月19日公開、ソニー・ピクチャーズ エンタテインメント） - 渡辺 役[54]
- ロストケア（2023年3月24日公開、日活・東京テアトル） - 椎名幸太 役[55][56]
- PLAY!〜勝つとか負けるとかは、どーでもよくて〜（2024年3月8日公開、ハピネットファントム・スタジオ） - 主演・田中達郎 役（奥平大兼とW主演）[57]
- 花まんま（2025年4月25日公開、東映） - 中沢太郎 役[58][59]

### 劇場アニメ
- 夏へのトンネル、さよならの出口（2022年9月9日公開、ポニーキャニオン) - 主演・塔野カオル 役（飯豊まりえとW主演）[60][61]
- 映画ドラえもん のび太の絵世界物語（2025年3月7日公開、東宝） - パル 役[62]
- ChaO（2025年8月15日公開、東宝） - 主演・ステファン 役（山田杏奈とW主演）[63]

### 舞台
- Bunkamura Production 2025 DISCOVER WORLD THEATRE vol.15『リア王』NINAGAWA MEMORIAL（2025年10月9日 - 11月3日〈予定〉、THEATER MILANO-Za / 11月中旬〈予定〉、SkyシアターMBS、演出：フィリップ・ブリーン） - エドガー 役[64]

### CM
- モスバーガー クリームチーズベジ～北海道産コーンのソース～「なんでだろう」篇（2021年4月1日 - ）[65]
- KDDI・沖縄セルラー povo2.0「povo姉の使い切ったら」篇（2022年1月27日 - ） [66]
- クラシエフーズ ヨーロピアンワッフルサンド（2022年2月22日 - ）[67]
- カバヤ食品
  - タフグミ「TOUGH-ZONE」篇（2023年5月9日 - ）[68]
  - 塩分チャージタブレッツ「塩分って必要？」篇（2024年7月1日 - ）
- SUENAGAグループ・岡山土地倉庫・トヨタレンタリース新岡山
  - 「SUENAGA Group が大好きな人」篇、「岡山土地倉庫にやたら詳しい人」篇、「トヨタレンタリース新岡山の新が気になる人」篇（2023年8月1日 - ）[69]
  - 「ここからはじまった」篇（2024年8月10日 - ）[70]
  - 「妹の上京」篇（2025年8月9日 - ）[71]
- ユーキャン チャレンジユーキャン2024（2024年1月1日 - ）
- バンク・オブ・イノベーション メメントモリ「メメントモリ/美しき魔力に堕ちる」篇（2024年4月27日 - ）[72]
- 積水ハウス 「帰ろう。」篇（2024年8月1日 - ）[73]
- 日本コカ・コーラ 綾鷹「自分のリズムでいこう。鈴鹿央士」篇（2024年8月19日 - ）[74]

### 情報番組
- めざましテレビ（2022年3月8日・3月23日、フジテレビ） - 2022年3月度マンスリーエンタメプレゼンター[75]

### バラエティ番組
- トークィーンズ（2022年12月1日・8日、フジテレビ）[76][77]
- 上田と女が吠える夜 2022年年納め2時間大デトックスSP（2022年12月21日、日本テレビ）[78]
- 人生最高レストラン（2023年7月8日、TBSテレビ）
- 教えて!ヴィンテージソング（2023年10月8日、テレビ朝日）- 博多大吉・CocomiとMC[79]

### ラジオ
- povo presents 鈴鹿央士の寄り道トーク（2023年1月6日 - （予定）、TOKYO FM）[80]

### ミュージックビデオ
- Vaundy「怪獣の花唄」（2020年）[81]
- 鈴木鈴木「サイレンビート」（2022年）[82]
- アリアナ・グランデ「we can’t be friends (wait for your love)」日本版MV（2024年）[83]

### 雑誌
- MEN'S NON-NO（集英社） - 2019年より専属モデル

## 作品
- 鈴鹿央士ファースト写真集『omen-前兆-』（2022年12月14日、ワニブックス、ISBN 978-4-8470-8449-2）[84]

## 受賞歴
2019年度
- 第44回報知映画賞 新人賞（『蜜蜂と遠雷』）[7]
- 第41回ヨコハマ映画祭 最優秀新人賞（『蜜蜂と遠雷』）[8]
- 第43回日本アカデミー賞 新人俳優賞（『蜜蜂と遠雷』）[10]
- 第74回毎日映画コンクール スポニチグランプリ新人賞（『蜜蜂と遠雷』）[85]
- 第93回キネマ旬報ベスト・テン 新人男優賞（『蜜蜂と遠雷』『決算!忠臣蔵』）[9]

2022年度
- 『ViVi』「2022年下半期 国宝級イケメンランキング」NEXT部門1位[12]
- 2022年11月調査『タレントパワーランキング』俳優部門 パワースコア急上昇ランキング 第1位[86]